# Rete tranviaria di Padova (1883-1954)
La rete tranviaria urbana di Padova servì la città di Padova fra il 1883 e il 1954.
Inaugurata una prima linea a cavalli nel 1883 ad opera di imprenditori locali, nel 1906 fu attivato il servizio municipale con tram elettrici, che svolse un ruolo prezioso favorendo la mobilità cittadina sopravvivendo alle due guerre mondiali fino alla soppressione, avvenuta nel periodo del boom della motorizzazione di massa.
A partire dal 2007 il tram è tornato nuovamente a percorrere le strade di Padova, con la prima di un ipotetico insieme di linee che prevedono il rilancio di questo sistema di trasporto.

## Storia

Tram davanti alla stazione

Il 5 agosto 1882 si costituì a Padova un comitato promotore per la costituzione di una società anonima per la gestione di una linea tranviaria urbana sulla scorta di uno dei diversi progetti che erano nel frattempo stati presentati all'imministrazione cittadina. Tale iniziativa, condotta dal commerciante Giovanni Maluta, dal sindaco Francesco Piccoli e dal banchiere Gaetano Romiati, mirava alla concessione di una tranvia a cavalli tra la stazione e Prato della Valle: la domanda fu accolta dal Consiglio comunale il 29 agosto 1882 e dalla Deputazione provinciale il 15 settembre successivo. Il 4 novembre 1882 fu costituita la Società Anonima dei Tramvia, dalla durata prevista di 40 anni, approvata con Regio decreto il successivo 31 dicembre.
Terminati i lavori di costruzione, la linea venne attivata il 4 luglio 1883 fra la stazione ferroviaria e lo storico Caffè Pedrocchi, mentre il successivo 22 luglio fu raggiunto il capolinea di Bassanello; i risultati economici si mostrarono invero modesti, tanto da portare già nel 1899 a una riduzione del capitale sociale.

### Dal tram a cavalli alla rete municipale
Nell'agosto 1904 il Comune di Padova, in forza della legge di riordino del settore promulgata il 28 marzo 1903, procedette a stipulare il contratto preliminare per il riscatto della tranvia, confermato con referendum il 27 maggio 1906, con l'obiettivo di realizzare una rete a trazione elettrica. L'appalto per la fornitura del materiale rotabile e dei sistemi di alimentazione della rete, che prevedeva nuove linee da Ponte Molino a Pontecorvo e lungo il corso del Popolo, fu affidato alla AEG Thomson Houston.
La prima linea, trasformazione della precedente tranvia a cavalli, fu inaugurata il 4 giugno 1907; si scelse di passare dallo scartamento a 1.445 mm a quello metrico, mantenuto fino alla soppressione avvenuta nel 1954, per agevolare il passaggio del tram nelle anguste vie cittadine.
La seconda linea venne promossa nel 1907 a cura dell'iniziativa privata, grazie alla costituzione della Società Anonima per la Tranvia Elettrica-Padova-Pontevigodarzere: il 16 aprile 1908 fu inaugurata tale relazione, che vedeva in servizio tre elettromotrici a due assi accoppiate ad altrettante rimorchiate.
La seconda relazione "municipale", fra Ponte Molino e Porta Pontecorvo attraverso via Dante, piazza dei Signori e via del Santo fu inaugurata il 7 dicembre dello stesso anno. Ad essa seguì il 3 giugno 1910 il prolungamento della linea 1 fino al ponte sul canale Scaricatore; la linea di Pontevigodarzere era stata nel frattempo integrata nella rete comunale. Nel medesimo anno fu attivato il binario lungo il nuovo corso del Popolo, mentre un anello di binari fu posato davanti alla stazione ferroviaria.
Il 20 ottobre 1912 fu inaugurata la tratta fino al capolinea di Voltabarozzo, un itinerario parallelo a quello della linea per Piove di Sacco della Società Veneta, la quale si era comprensibilmente opposta a tale collegamento.
Alla rete urbana, si affiancava una rete tranviaria extraurbana, che si componeva della tranvia Padova-Malcontenta-Fusina (1885-1954, con diramazione per Mestre), della Padova-Bagnoli di Sopra (1886-1954) e della Padova-Piove di Sacco (1890-1954), a scartamento 1.445 mm, e delle linee dei Colli (1911-1952), che condividevano invece lo scartamento metrico con la rete urbana.
Il 16 giugno 1914 fu inaugurata una nuova linea sul percorso Piazza Garibaldi-Santa Sofia-Portello-Corso del Popolo, lunga 3 km. La parentesi della prima guerra mondiale colpì pesantemente la rete e gli impianti, ma fu dato nuovo impulso all'espansione della rete a partire dalla conversione in linea 9 di uno dei raccordi militari costruiti avvenuta nel 1916; l'anno successivo la linea del Bassanello fu prolungata fino a Paltana, con conseguente istituzione della linea 8 Piazza Municipio-Paltana e accorciamento della linea 1 alla Barriera Vittorio Emanuele.
Ancora la linea 1 fu oggetto di un breve prolungamento lungo via Tommaseo realizzato nel 1921 in occasione della fiera. Nel 1925 fu autorizzata la costruzione della Piazza Duomo-Cimitero-Brentelle di Sopra, lunga 4,505 km e nel 1926 quella delle linee Piazza Petrarca-Porta Trento e Fiera Campionaria-crocevia della Stanga. Gli ultimi impianti tranviari di nuova costruzione furono inaugurati nel 1926: il 22 maggio la linea 9 per Barriera Trento e il 15 dicembre il prolungamento fino alla Stanga.

Capolinea di piazza Garibaldi, comune alla linea per Fusina

Negli anni trenta il mondo fu investito da una pesante crisi economica e finanziaria che l'Italia cercò di affrontare favorendo lo sviluppo di un sistema industriale nazionale: in tale contesto nel 1933 l'azienda municipale fu frettolosamente posta in liquidazione e la gestione della rete tranviaria di Padova affidata alla SAER, società del gruppo Breda che già operava in diverse città italiane, la quale, operativa dal 1º settembre, impostò un piano di trasformazione delle linee tranviarie in filovie e autolinee: nel 1937 fu attivata la prima linea filoviaria, la 4 per Voltabarozzo, cui seguirono la 1/8 (Stazione-Paltana) e la sostituzione della Padova-Villa di Teolo con autobus.
Durante la seconda guerra mondiale la rete tranviaria padovana fu duramente colpita: furono distrutti la sede della SAER, il deposito e due motrici, e la rete si ridusse a tre linee tranviarie urbane e all'interurbana per Torreglia, servite da 15 motrici e 3 rimorchi. Terminato il conflitto continuò il piano di filoviarizzazione della rete, che nel 1951 era ridotta alle linee urbane 6 (Brentelle) e 10 (Chiesanuova) e all'interurbana per Torreglia.
Il 13 ottobre 1951 il Consiglio comunale deliberò di costituire l'Azienda Comunale Autofilotranviaria di Padova (ACAP), che subentrò alla SAER il 1º gennaio 1952. Sotto la nuova gestione fu chiusa la Padova-Abano-Torreglia (30 settembre 1952), mentre l'ultima tranvia urbana, la 6 per Brentelle di Sotto, chiuse il 5 dicembre 1954.

## Caratteristiche
Realizzata a scartamento metrico, la rete patavina era alimentata in corrente continua a 550 V. Il binario era costituito da rotaie a gola di tipo Phoenix.

### La rete

Passaggio tranviario sul ponte di corso del Popolo

Nel momento della sua massima espansione (primi anni trenta), la rete tranviaria urbana della città di Padova era strutturata su una decina di linee, numerate secondo il criterio adottato nel 1914:
- Linea 1: Ferrovia - Piazza Garibaldi - Via Roma - Prato della Valle - Corso Vittorio Emanuele - Piazzale Santa Croce
- Linea 2 rosso: Piazza Garibaldi - Via San Fermo - odierna Piazza De Gasperi - Via Aspetti - Via San Carlo (Pontevigodarzere)
- Linea 3: Ferrovia - odierna Piazza De Gasperi - Piazza dei Signori - Piazza delle Erbe - Via del Santo - Piazza del Santo - Via San Francesco - Pontecorvo - Via Sanmicheli - Prato della Valle
- Linea 3 rosso: percorso del 3, prolungato per Via Roma - Piazza Garibaldi - Ferrovia
- Linea 4 rosso: percorso del 3 fino a Pontecorvo, poi Via Facciolati - Voltabarozzo
- Linea 6 rosso: Piazza Duomo - Porta San Giovanni - Via Sorio - Via dei Colli (Brentelle di Sotto)
- Linea 7: Piazzale della Stanga - Via Tommaseo - Piazza Garibaldi - Via Altinate - Via Belzoni - Via del Portello
- Linea 8 rosso: percorso dell'1, prolungato alla Paltana
- Linea 9: Piazza Garibaldi - Via San Fermo - Via Belludi - Barriera Trento
- Linea 10 rosso: Piazza Duomo - Riviera San Benedetto - Via Savonarola - Via Vicenza - Via Chiesanuova (Brentelle di Sopra)

Tali relazioni erano integrate rispetto agli impianti extraurbani della rete tranviaria dei Colli la quale, partendo da piazza del Duomo, proseguiva lungo il percorso del 6 rosso fino al suo capolinea esterno, oltre il quale continuava poi fino a San Domenico, da cui avevano origine i due tronchi, quello per Abano Terme-Torreglia e quello per Villa di Teolo.

### Materiale rotabile

Vettura in transito in via 8 febbraio

La Società dei Tramvia in Padova impiegò a partire dal 1883 una dozzina di vetture del tipo "giardiniera", trainate da una coppia di cavalli.
Per l'avvio del servizio a trazione elettrica le Tranvie comunali di Padova acquistarono inizialmente un gruppo di otto vetture dotate di due motori da 22 kW e consegnate nel 1907, portate poi a ventisette entro il 1910; contestualmente quattro delle vetture preesistenti, previo cambio dello scartamento, furono riadattate come rimorchi.
Tale fornitura fu integrata in seguito con ulteriori forniture, la prima delle quali nel 1911; questa comprendeva fra l'altro la serie 32-41, riclassificata 65-74 nel 1916, che prestò servizio fino al 1937 sulla linea per Villa di Teolo. Le unità 71-74 furono trasferite nel 1939 alla rete tranviaria di Bari, gestita dalla stessa SAER. Nel 1914 tre vetture furono finanziate contestualmente alla linea lungo il corso del Popolo La numerazione dei vari gruppi fu soggetta ad alcuni cambiamenti fra il 1916 e il 1918.
Ulteriori ordini, avvennero negli anni venti, per un altro lotto di tre vetture, e nel 1931, con le dieci vetture realizzate dalle Officine Meccaniche della Stanga. Dotate di 4 motori per complessivi 96 kW, avevano la lunghezza di 11,8 metri e presentavano una tara pari a 14,3 t, queste erano soprannominate "reginette"; alla occasione della chiusura della rete, ancora relativamente nuove, giunsero a Cagliari i nove esemplari (l'unità 1211 era andata demolita durante la guerra). Modificato lo scartamento dall'originario metrico, le stesse furono immatricolate presso la STS come gruppo 309-317.
| Unità                       | Anni di acquisizione | Costruttore              | Note                                                                                            |
| --------------------------- | -------------------- | ------------------------ | ----------------------------------------------------------------------------------------------- |
| 1÷8                         | 1907                 | AEG / Thompson & Houston | A sei finestrini                                                                                |
| 9÷12                        | 1908                 | AEG / Thompson & Houston | A sei finestrini                                                                                |
| 13÷23                       | 1909-1910            | AEG / Thompson & Houston | A sei finestrini                                                                                |
| 28÷31                       | 1911                 | AEG / Thompson & Houston | A sei finestrini                                                                                |
| 24÷27, poi 61÷64 (dal 1916) | 1910                 | AEG / Thompson & Houston | A cinque finestrini                                                                             |
| 32÷41, poi 65÷74 (dal 1916) | 1911                 | AEG / Thompson & Houston | A cinque finestrini; le unità 71-74 furono cedute nel 1939 alla rete tranviaria di Bari         |
| 42÷44                       | 1914                 |                          | A quattro finestrini                                                                            |
| 24÷27, poi 47÷50 (dal 1918) | 1916                 |                          | A quattro finestrini                                                                            |
| 32÷33                       | 1916                 |                          | A quattro finestrini                                                                            |
| 34÷41, 45÷46                | 1918                 |                          | A quattro finestrini                                                                            |
| 201÷204                     | 1929                 | Stanga / TIBB            | L'unità 202 fu demolita per danni di guerra                                                     |
| 1210÷1219                   | 1931                 | Stanga / TIBB            | Denominate "Reginette"; 1211 demolita per danni di guerra, le altre cedute nel 1954 a Cagliari. |